# Hamburger Stiftung Asien-Brücke
Die Hamburger Stiftung Asien-Brücke, Eigenbezeichnung HSAB, ist eine von Senat und Bürgerschaft der Freien und Hansestadt Hamburg gegründete Stiftung zur Förderung der in Hamburg auf persönlicher oder institutioneller Ebene geleisteten Entwicklungszusammenarbeit in Asien. Sie wurde 2005 gegründet und ist eine rechtsfähige Stiftung des bürgerlichen Rechts. Senat und Bürgerschaft Hamburgs bezuschussen die Stiftung bis 2009 mit jährlich 100.000 bis 150.000 Euro.

## Schwerpunkte der Stiftung
- Verbesserung von Lebensbedingungen und Bildung von Menschen in Asien
- Qualifizierung von Fach- und Führungskräften
- Wissens- und Erfahrungsaustausch mit Partnern
- Förderung des Umweltschutzes
- Verstärkung der Aufmerksamkeit auf Themen der Entwicklungszusammenarbeit in Hamburg
- Förderung des Dialogs zwischen Verbänden und Institutionen in Asien und Hamburg[8]

Die Hamburger Stiftung Asien-Brücke fördert gemäß der Satzung nicht die wirtschaftlichen Interessen inländischer Unternehmen. Projekte verlieren jedoch nicht ihre Förderwürdigkeit, wenn die Durchführung dem Initiator zusätzlich zu der Erfüllung des Stiftungszweckes auch einen wirtschaftlichen Vorteil bringt.
In den Jahren direkt nach der Gründung förderte die Stiftung zunächst vorrangig Projekte in Sri Lanka, im Laufe der Jahre begann die Stiftung, Projekte in ganz Asien zu unterstützen.
Mitglieder von Vorstand und Beirat der Stiftung sind ebenfalls Mitglieder in unterschiedlichen Verbänden, so ist der Vorstandsvorsitzende Patrick Köllner Direktor des GIGA Instituts für Asien-Studien, Vorstandsmitglied Almut Rößner ist geschäftsführendes Vorstandsmitglied des Ostasiatischen Vereins.

## Projekte

### Aktuelle Projekte

#### Afghanistan
In Rahmen des Projekts wird angestrebt, die Lernbedingungen von Schülerinnen und Schülern an der Grundschule Khoja Mohammad Parsa in Kabul zu verbessern. Seit Projektbeginn im Jahr 2020 wird in Zusammenarbeit mit dem Visions for Children e.V. der Bau eines neuen Schulgebäudes für die insgesamt 600 Schülerinnen und Schüler sowie für die 22 Lehrerinnen unterstützt. Trotz des 2021 beschlossenen Stopps der Entwicklungshilfe in Afghanistan durch das Bundesministerium für wirtschaftliche Zusammenarbeit und Entwicklung (BMZ) fördert die HSAB das Projekt weiterhin.

#### Sri Lanka
Seit 2020 fördert die Stiftung ein Projekt zur Fortbildung von Frauen aus armen Verhältnissen in Sri Lanka. Ziel des Projekts ist die Aus- und Weiterbildung der teilnehmenden Frauen in den Bereichen Gemüseanbau, Pilzzucht sowie die Vermittlung von handwerklichen Fertigkeiten und betriebswirtschaftlichen Grundkenntnissen zum Aufbau einer eigenen Existenz. Als Reaktion auf Restriktionen in Folge der COVID-19-Pandemie erweiterte die HSAB gemeinsam mit dem Sri Lanka Verein Hamburg e. V. und der Creative Women’s Foundation aus Sri Lanka die vermittelten Fähigkeiten um die Herstellung von Mund-Nase-Bedeckungen.

### Abgeschlossene Projekte (Auswahl)
- 2018: Goethe Musiklabor Ulan Bator, Mongolei[20]
- 2017: Spendenaufruf für Opfer von Überschwemmungen und Erdrutschen, Sri Lanka[21]
- 2016: Elektrisierung von Solardörfern, Kambodscha[22][23]
- 2015: Wiederaufbau der Trinkwasserinfrastrukturnach den Erdbeben, Nepal
- 2014: Beitrag zu dringenden Reparaturarbeiten an Schul- und Wohnhäusern des Kinderdorfes für Waisen, Indien
- 2013: Erneuerbare Energien zur Verbesserung der Lebensumstände hilfsbedürftiger Menschen in den Sundarbans, Westbengalen, Indien[24]
- 2012: Ausbildung von Frauen der ländlichen Armutsbevölkerung, Indonesien
- 2011: Maßnahmen zur Schaffung gesunder Lebensbedingungen in ländlichen Regionen um Guntur/Andra Pradesh, Indien
- 2010: Wiederaufbau eines Schulgebäudes der Shree Saraswati Lower Secondary, Nepal
- 2009: Modernisierung der Ausstattung des General Hospitals in Kurunegala, Sri Lanka
- 2008: Installation von Solaranlagen zur Stromversorgung von Heimen ehemaliger Kinderarbeiter, Indien
- 2007: Errichtung von vier Vorschulen in Hambantota, Sri Lanka
- 2006: Ausbildungsprojekt für Frauen, Sri Lanka[25][22][26]

## Stiftungsrat
Der Stiftungsrat berät den Vorstand und kontrolliert dessen Arbeit. Mitglieder des Stiftungsrates sind Vertreter der Hamburger Politik, „Asienexperten“ und Sachverständige der Entwicklungshilfe sowie weiterhin Vertreter der Presse und der Spender. Aktuell besteht der Stiftungsrat aus sieben Personen.

## Resonanz
Die Stiftung fördert Projekte mit deutschen und mit internationalen Partnerorganisationen. Von 2005 bis etwa 2008 förderte die Stiftung vorrangig Projekte in Sri Lanka, dabei arbeitete sie unter anderem mit Plan International zusammen. Im Laufe der Jahre begann die HSAB, Projekte in ganz Asien zu fördern: In Bayern arbeitete die Stiftung im Rahmen einer Kampagne gemeinsam mit der medico international mit Überlebenden des Fabrikeinsturzes in Bangladesch. Gemeinsam mit dem German-Indian Round Table Delhi förderte die Stiftung ein Projekt zugunsten von Schülern im indischen Bundesstaat Uttar Pradesh. In einem Projekt zur Verbesserung der Energieversorgung im ländlichen Raum in Sundarbans, Westbengalen und Indien förderte die HSAB die indische Hilfsorganisation Sabuj Sangha.
Die Arbeit der Stiftung wurde von verschiedenen Medien aufgegriffen, beispielsweise von den Tageszeitungen Die Welt und dem Hamburger Abendblatt sowie vom Presseportal. Die Partnerorganisationen veröffentlichen oftmals Berichte über die mit der Hamburger Stiftung Asien-Brücke durchgeführten Projekte, so etwa der Visions for Children e.V. oder der Sri Lanka Verein Hamburg e. V.
Die HSAB wurde in einem Paper des Deutschen Instituts für Entwicklungspolitik erwähnt.